# انریکا بوناکورتی
انریکا بوناکورتی (ایتالیایی: Enrica Bonaccorti؛ زادهٔ ۱۸ نوامبر ۱۹۴۹) بازیگر اهل ایتالیا است.
از فیلم‌هایی که وی در آن نقش داشته‌است، می‌توان به خوش به‌حال پولداران، عشق و آشوب و گناه در وجودت حبس شده و فقط من کلیدش را دارم اشاره کرد.